# Bevægelsen for demokrati
Bevægelsen for demokrati (portugisisk: Movimento para a Democracia, forkortet MpD) er et liberalt politisk parti på Kap Verde. Partiet havde regeringsmagten mellem 1991 og 2001.
MpD er tilhængere af frihandel, en åben økonomisk politik og større samarbejde med internationale organisationer som WTO og ECOWAS (Vestafrikanske staters økonomiske fællesskab).

## Eksternt link
- Officiel hjemmeside (portugisisk)

| Politisk parti | Spire Denne artikel om et politisk parti eller gruppe er en spire som bør udbygges. Du er velkommen til at hjælpe Wikipedia ved at udvide den. |